# 张栋梁 (主持人)
伯克利音樂學院
张栋梁（本森森，Benson Zhang，1984年12月1日—），生於中華人民共和國北京，美國伯克利音樂學院 Berklee College of Music 碩士畢業，主修音樂商業管理 Master of Global Entertainment and Music Business，之前就讀香港浸會大學傳理學院新聞系，台灣國立政治大學新聞傳播學院。

## 簡歷
張棟梁在台灣期間，曾擔任陳文茜在鳳凰衛視節目的助理。並拜師台灣導演王小棣，學習舞台表演。 2007年6月回港，參加香港無線TVB舉行的「大開眼界，闖入娛樂界」的主持招募選拔活動，從一千多名候選者中脫穎而出，成功簽約TVB，擔任TVB娛樂新聞台國語主持。 2009年8月，代表tvb參加東方衛視主持人版舞林大會，表演華爾兹。2011年，取得新加坡南洋理工大學大眾傳播碩士。2011年離開TVB，轉投鳳凰衛視旗下的新數碼電台凤凰URadio, 成功簽約DJ，主持晚間脱口秀節目《benfan.com》、藝人專訪節目《棟力火車 （页面存档备份，存于）》、美食旅遊節目《BigBen生活大爆炸》；同時参與鳳凰衛視中文台《全媒體全時空》、《全媒體大開講》的部份主持工作。2015年8月，離開鳳凰URadio，加入美國billboard，出任billboard在亞洲的第一家音樂電台billboard radio china助理節目總監兼任主持人。2017年，晉升為billboard radio china節目總監。2018年6月，带领Billboard Radio 進軍内地市埸，宣布成立亞洲第一家Billboard FM: 公告牌成都音樂頻率 Billboard Radio Chengdu FM 105.1，並晉升為公司總經理。2023年，從美國伯克利音樂學院（瓦倫西亞校區 （页面存档备份，存于））碩士畢業，主修全球娛樂及音樂商業管理。

## 外部連結
- 张栋梁的新浪微博
- “新香港人”張棟樑兩地12載
- Benson的Facebook